# RS-UAS SK202
Die RS-UAS SK202 Geoexplorer ist ein als OPV-Plattform entwickeltes einmotoriges, zweisitziges Fernerkundungs- und Überwachungsflugzeug des deutschen Herstellers Reiner Stemme Utility Air-Systems. Es waren erste Auslieferungen des Systems für 2018 geplant, jedoch kam es stattdessen zu einer Serienproduktion des kleineren Elektro-Hybrid-Motorsegelflugzeugs elfin 20.e.

## Konstruktion
Der freitragende, hoch gestreckte Schulterdecker in Faser-Kunststoff-Verbund-Bauweise aus kohlenstofffaserverstärktem Kunststoff mit zwei Aufhängepunkten unter dem Mittelteil der dreiteiligen Tragfläche hat ein konventionelles T-Leitwerk. Der Außenflügel mit Winglets ist für platzsparende Hangarierung anklappbar, so dass eine Spannweite von 11 Metern verbleibt.
Ein hinter dem Besatzungsraum installierter Dieselmotor mit 180 PS (132 kW) treibt als Mittelmotor mit dem Auspuff an der Rumpfoberseite per Fernwelle einen dreiflügeligen Verstellpropeller in der Rumpfspitze an. Ein Hilfs-Strahltriebwerk an einer der Außenlaststationen ist optional vorgesehen.
Das Cockpit mit nebeneinanderliegenden Sitzen und mit einem Stringer gestützter, geteilter Haube hat im Fußraum der Besatzung Fenster in der Bordwand. Das Dreibeinfahrwerk ist in den Rumpf einziehbar.

## Nutzung
Möglich ist bei stark gedrosseltem Motor ein bis zu 24-stündiger autonomer oder ferngesteuerter Einsatz zur Fernerkundung oder Überwachung. Das Flugzeug kann durch eine Besatzung, demontiert auf einem Anhänger oder in einem 40-Fuß-Container zum Einsatzort gebracht werden.

## Technische Daten
| Kenngröße               | Daten                                                                                 |
| ----------------------- | ------------------------------------------------------------------------------------- |
| Besatzung               | 2 (Pilot + Systembediener)                                                            |
| Länge                   | 9 m                                                                                   |
| Spannweite              | 21 m / 18 m                                                                           |
| max. Startmasse         | ~1500 kg                                                                              |
| Nutzlast                | 200 kg + 2 × 256 lb (116 kg) an Außenlaststationen                                    |
| Reisegeschwindigkeit    | 150 kn (278 km/h)                                                                     |
| Missionsgeschwindigkeit | 65 kn (120 km/h) bis 135 kn (250 km/h)                                                |
| Höchstgeschwindigkeit   |                                                                                       |
| Dienstgipfelhöhe        | 30.000 ft (9.144 m)                                                                   |
| Reichweite bemannt      | 1.350 sm (2.500 km), Flugdauer >10 h                                                  |
| Reichweite unbemannt    | 2.500 sm (4.630 km), >24 h                                                            |
| Gleitzahl               | >40 in „clean configuration“ (21-m-Version)                                           |
| Triebwerke              | Dieselmotor, 180 PS (132 kW), FADEC optional: Hilfs-Strahltriebwerk, 1100 N (250 lbs) |
| Propeller               | dreiflügliger Verstellpropeller                                                       |

## Vergleichbare Typen
- Stemme S15